# Arturo Ríos
Arturo Lorenzo Ríos Caldelas (Ciudad de México, 19 de diciembre de 1952), conocido como Arturo Ríos, es un actor de cine, teatro y televisión mexicano. 
Realizó sus estudios de actuación en el Instituto de Arte Dramático Andrés Soler. Sus principales maestros fueron Luis Gimeno y Antonio González Caballero. 
Obtuvo el Ariel como mejor actor por su actuación en la película Cuentos de hadas para dormir cocodrilos y una nominación a mejor actor por Desiertos mares. También fue nominado como mejor actor de cuadro por De ida y vuelta y a las Diosas de Plata como mejor coactuación por Eddie Reynolds y Los Ángeles de Acero.
En teatro, ha participado en más de 80 obras y ha obtenido tres premios como mejor actor: uno por El otro exilo (APT) y  dos por Devastados (APT) (ACPT). En 2007 gana el premio como Mejor Director Debutante  por Una Mujer de Negocios (APT).  Ha sido actor de la Compañía Nacional de Teatro y del Centro de Experimentación Teatral del Instituto Nacional de Bellas Artes (INBA). Fue fundador, junto con José Acosta y Teresa Rábago, del grupo de teatro Taller del Sótano y forma parte de Por Piedad Teatro con Ana Graham. También ha trabajado con Teatro Línea de Sombra y Teatro de Arena. Ha sido becario del FONCA en dos ocasiones; la primera, en la categoría de intérprete, por el proyecto Ricardo II de Shakespeare; la segunda, como Creador Escénico con Trayectoria Destacada por los proyectos "La lección", de Eugène Ionesco; por "Shakespeare: su invención", de él mismo, y El dragón dorado, de Roland Schimmelpfennig.
En 2017 el Teatro el Milagro le dedica un homenaje por su trayectoria como actor con una ceremonia en donde también se devela una placa conmemorativa. 

## Trabajos

### Telenovelas
- Educando a Nina (2018) como José Peralta
- La candidata (2017) como Fernando Escalante.
- El sexo débil (2011) como Agustín Camacho.
- Gitanas (2004) como Drago.
- El alma herida (2003-2004) como Marcial.
- Cuando seas mía (2001) como Rafael Pérez.
- Tentaciones (1998) como Javier.
- Al norte del corazón (1997)
- El vuelo del águila (1994) como Ignacio de la Torre y Mier
- El cielo es para todos (1979) como Rodrigo.

### Series
- Cuentos para solitarios (1999)
- Gritos de muerte y libertad (2010) como el virrey Francisco Xavier Venegas
- La casa de las flores (2018) como Ernesto de la Mora.
- La Reina del Sur (2022) como Delio Jurado[1]
- De brutas, nada (2023)[2]
- Más allá de ti (2023) como Isaac Stevenson[3]

### Películas
- Fantoche (1977) como Félix.
- Sólo con tu pareja (1991) como Singer in nightmare sequence.
- Desiertos mares (1995) como Juan Aguirre.
- Entre Pancho Villa y una mujer desnuda  (1996) como Adrián.
- De ida y vuelta (2000)
- Cuentos de hadas para dormir cocodrilos (2002) como Arcángel y como Miguel Arcángel.
- Ópera (2007) como Pablo.
- Cementerio de papel (2007) como Hugo.
- Cosas insignificantes (2009) como Tomás.
- Eddie Reynolds y Los ángeles  de acero (2015) como Santos.
- Apapacho: una caricia al alma (2018) como George.
- México 86 (2024) como Jorge

### Teatro
Sus últimos trabajos son:
- Shakespeare: su Invención (unipersonal)
- Mujeres soñaron caballos
- El filósofo declara
- El dragón dorado
- El tío Vania
- Viejos tiempos
- El final, de Samuel Beckett (monólogo)
- El difunto Henry Moss
- Hamlet
- Obsesión
- Sepulturas
- Network
- Días Felices  (Director y Actor)

### Podcast
- Quemar tu casa  (Spotify)